# Unite and Win
Unite and Win – tytuł albumu wydanego przez anarchopunkowy zespół Oi Polloi ze Szkocji. Materiał został wydany przez Oi! Records w 1987 roku.

## Utwory
1. Punx 'n' Skins
2. We Don't Need Them
3. Kill the Bill
4. Lowest of the Low
5. Nuclear Waste
6. Commies and Nazis
7. Pigs for Slaughter
8. Scum
9. Thrown on the Scrapheap
10. Punx Picnic in Prince's Street Gardens
11. Mindless Few
12. Unite and Win!